# دومین خاقانات ترک
دومین خاقانات تُرک (ترکی باستان: 𐱅𐰇𐰼𐰰: 𐰃𐰠، رومی: Türük el، ترجمه تحت‌اللفظی «دولت ترک‌ها»، چینی: 後 突厥؛ پین‌یین: hòu Tūjué، معروف به دولت تُرک بیلگه خاقان؛ ترکی باستان: 𐱅𐰇𐰼𐰝: 𐰋𐰃𐰠𐰏𐰀: 𐰴𐰍𐰣: 𐰃𐰠𐰭𐰀، رومانیزه شده: Türük Bilgä Qaγan eli) در کتیبه‌های بین‌تسکتو ۶۸۲–۷۴۴)، یک خاقانات در آسیای مرکزی و شرقی بود که توسط خاندان آشینا از گوک‌ترک‌ها تأسیس شد. پیش از حکومت آنان، خاقانات ترک شرقی (۵۵۲–۶۳۰) و سپس دوره‌ای از حکومت دودمان تانگ (۶۳۰–۶۸۲) قرار داشت. دومین خاقانات تُرک در اتوکن در قسمت بالایی رود اورخون مستقر بود. این خاقانات در نهایت توسط کنفدراسیون تقوز اغوز، که به خاقانات اویغور تبدیل گردید، جایگزین شد.